# Accidente del Shaanxi Y-8 de la Fuerza Aérea de Birmania

El Accidente con el Shaanxi Y-8 ocurrió el 7 de junio de 2017, la aeronave perteneciente a la Fuerza Aérea de Birmania desapareció en un vuelo de Myeik a Rangún con 122 personas a bordo. Los restos de la aeronave fueron encontrados en el mar de Andamán a 118 millas náuticas (218 kilómetros) de Dawei por un buque de la marina de Myanmar con el número de série 5820.
Fue el desastre aéreo más grave de 2017.

## Aeronave
La aeronave involucrada en el accidente era un Shaanxi Y-8F-200 de la Fuerza Aérea de Myanmar. Ella había sido entregada en marzo de 2016 y había volado por 806 horas hasta el momento del accidente. El Y-8 es una variante china del Antonov An-12, fabricado en la extinta Unión Soviética, que a su vez sufrió varios accidentes en el pasado. Este fue el accidente con Más muertes involucrando este modelo de aeronave y con más muertes en la historia de aviación de Birmania.

## Desarrollo
El comandante Lt-Col Nyein Chan, el copiloto Lt-Col Soe Thu Win y el ingeniero de vuelo Maj Thant Zin Htay pilotaban la aeronave en el momento del accidente. La aeronave tenía 14 miembros de la tripulación. Había 108 miembros del equipo militar y sus familias, incluidos 15 niños, además de seis oficiales de alto rango y otros 29 militares a bordo. La aeronave estaba volando desde Myeik a Rangún. Se llevaba 14 tripulantes y 108 pasajeros, que incluían a 15 niños, 35 militares y 58 adultos civiles. También estaba transportando 2,4 toneladas de cargas. La aeronave partió de Myeik a las 13h06 (06h36 UTC). A las 13:35, la comunicación fue perdida con la aeronave a una distancia de 20 millas náuticas (37 kilómetros) al oeste de Dawei. La aeronave estaba volando a 18.000 pies (5 500 metros) en el momento de la desaparición. Una operación de búsqueda y salvamento fue lanzada en el Mar de Andamán. No se recibió ninguna llamada de emergencia de la aeronave. .
Los restos de la aeronave fueron encontrados a 118 millas náuticas (218 kilómetros) de Dawei por un barco de la Marina de Birmania. El 8 de junio, 29 cuerpos fueron encontrados. Los restos fueron reparados por una amplia área, indicando que la aeronave puedo explotarse en el aire. 9 de junio, se informó que no había sobrevivientes.

## Investigaciones
Los investigadores descubrieron que el piloto había perdido el control después de entrar en una espesa nube de tormenta. El hielo se había formado en las alas y los repentinos vientos cruzados habían llevado al avión a detenerse, dicen los medios estatales.
Aunque era la temporada del monzón en Myanmar (también llamada Birmania), no hubo informes de mal tiempo en ese momento. La comunicación con el vuelo se perdió media hora en el corto viaje de rutina.
"El accidente ocurrió debido a la pérdida de control después de experimentar un clima adverso que causó que el avión se parase... lo que provocó una caída en picada", dijeron medios estatales.
Después de estudiar los datos de la caja negra, los investigadores decidieron que la colisión "no fue por un acto de sabotaje, explosión o falla del motor".
El avión volaba desde Myeik a Rangún y los restos se encontraron en el mar frente a la ciudad costera de Dawei.
Todavía no está claro por qué el piloto voló a la tormenta, dado que el radar meteorológico normalmente permite evitar tales nubes.